# Philip Arthur Fisher
Pour les articles homonymes, voir Fischer.
Philip Arthur Fisher, né le 8 septembre 1907 et mort le 11 mars 2004 est un investisseur américain, connu comme l'auteur de Common Stocks and Uncommon Profits, un guide d'investissement qui continue d'être imprimé depuis sa première publication en 1958. Avec Thomas Rowe Price, Jr., Philip Arthur Fisher est l'un des premiers partisans de la stratégie growth investing.